# Klotjeskapel
De Klotjeskapel of Koningin-van-de-Vredekapel is een kapel in Stramproy in de Nederlandse gemeente Weert. De kapel staat aan de Horsterweg aan de zuidrand van het dorp in buurtschap De Horst.
Op ongeveer 1200 en 1500 meter naar het westen staan de Sint-Jobkapel en de Heyerkapel en op ruim 260 meter naar het zuiden de Breyvinkapel.
De kapel is gewijd aan de heilige Maria, specifiek aan de Koningin van de Vrede.

## Geschiedenis
In 1941 werd de kapel gebouwd.
In 2011 werd de kapel herbouwd, waardoor de nissen een iets andere vorm kregen, de tekst erboven opnieuw werd aangebracht en het spaarveld in de onderste helft verdween.

## Bouwwerk
De witte kapel heeft de vorm van een spitsboogvormige pilaar waarin een nis is aangebracht. Op de top van de gevelspitsboog is een stenen kruisje geplaatst. In de onderste helft had de kapel voor de herbouw is een groot rechthoekig spaarveld aangebracht met daarin een gedenksteen met het jaartal 1941, omgeven door vier simpele rozetten. Na de herbouw is het spaarveld verdwenen en is de gedenksteen herplaatst aan de voorzijde en toont onder het jaartal ook de tekst herb. 2011. In de bovenste helft zijn er drie nissen aangebracht die voor de herbouw een rondboogvorm hadden en sinds de herbouw een spitsboogvorm. De middelste nis is de grootste met daarin het Mariabeeld. In de twee kleinere nissen stonden voor de herbouw bloemen en sinds de herbouw twee engeltjes. Boven de nissen is in twee gebogen regels een tekst aangebracht:

KONINGIN V D VREDE
BID VOOR ONS